# José Musso
José Musso Pérez-Valiente (n. Lorca; 26 de diciembre de 1785 - f. Madrid; 31 de julio de 1838), humanista, historiador, poeta y traductor español.

## Biografía
Fue miembro de la Real Academia Española de la Historia, de la Grecolatina, de la de Bellas Artes de San Fernando, de la Sociedad Económica de Valencia y de la de Ciencias Naturales. Sus padres fueron José María Musso Alburquerque y Joaquina Pérez-Valiente y Brost. Ella era hija del conde de Casa Valiente, por lo que José Musso recibió las primeras enseñanzas en su propia casa de parte del abate Chevalier, un sacerdote francés emigrado a España a causa de la Revolución francesa, educación reservada a nobles y burgueses acomodados. A los 10 años de edad se trasladó a Madrid para estudiar como alumno interno en el Seminario de las Escuelas Pías de San Fernando. En tres años, y acompañado de Chevalier, estudió humanidades, filosofía, matemáticas, álgebra superior, mecánica, hidráulica y dibujo. En 1797 volvió a Lorca con el fin de ocuparse de la administración de los bienes de la familia. Aunque realizaba esta actividad para no defraudar a sus padres, ansiaba y añoraba los tiempos en los que había estado inmerso en el mundo de la ciencia y el arte. Luchó en la Guerra de la Independencia Española con el grado de capitán; durante el conflicto se casó en Murcia con María de la Concepción Fontes y Reguera (1810) y formó parte de su Junta de defensa, enfrentándose al general Elío que no la acataba. Por entonces escribió unas Reflexiones sobre la naturaleza y último fin del hombre. Al terminar la guerra se dedicó a sus estudios helenísticos, centrados en la poesía de Safo y de Anacreonte, sorprendiéndole la muerte de su padre el 4 de julio de 1815. Favorable al levantamiento liberal de Rafael del Riego, se alistó en la Milicia Nacional en 1820. Nombrado alcalde de Lorca en 1821 e invadida España por los franceses en 1823, se refugió en Gibraltar. Allí aprendió a la perfección el inglés y publicó en ese idioma una comparación del teatro clásico inglés con el español.
Pudo volver a España y se estableció en Madrid. Por entonces tradujo en verso el Áyax de Sófocles y el Heautontimorúmenos de Terencio, así como algunas Odas de Horacio. Escribió observaciones sobre algunas piezas de los teatros de Calderón, Lope de Vega y Cervantes, y sobre La Celestina, extractó el Itinerario de Alexandre de Laborde y su Viaje pintoresco; hizo también extractos y apuntes de la Historia de España de Juan de Mariana, de la de los árabes por Conde, y de casi lodos los cronistas e historiadores. Se propuso escribir la historia de la Guerra de la Independencia; pero, habiendo solicitado del gobierno que se le facilitasen los documentos que existen en los archivos y secretarías, su solicitud fue denegada desdeñosamente por Calomarde. Leyó once veces el Antiguo Testamento, y el Nuevo dieciocho. También hizo versos él mismo y escribió un Diario (1829-1837), participando activamente en las labores lexicográficas de la Real Academia Española y las de la Real Academia de la Historia, donde se encargó especialmente de preparar la edición de la Crónica de Fernando IV. En 1833 murió su madre y un año después su mujer, esta última de fiebre amarilla. Emprendió con ardor el estudio de las ciencias naturales, asistiendo diariamente y por varios años consecutivos a las clases de mineralogía, anatomía comparada, zoología, botánica, agricultura y química, como alumno matriculado, pese a su edad y sus honores. En la primera de aquellas ciencias oyó por tres años las explicaciones del profesor Donato García, cuyas explicaciones escribía diariamente. En la clase de química de Antonio Moreno, resolvió los problemas que éste le señaló, y escribió una disertación sobre las presiones y temperaturas de los gases; obtuvo diversos premios académicos. Nicomedes Pastor Díaz escribió su biografía en su Galería de españoles célebres contemporáneos. Madrid: Ignacio Boix, 1845, VII.